# Рокевей Тауншип (Нью-Джерсі)
Рокевей Тауншип (англ. Rockaway Township) — селище (англ. township) в США, в окрузі Морріс штату Нью-Джерсі. Населення — 25 341 особа (2020).

## Демографія
Згідно з переписом 2010 року, у селищі мешкало 24 156 осіб у 8983 домогосподарствах у складі 6704 родин. Було 9587 помешкань
Расовий склад населення:
| - 86,4 % — білих - 6,7 % — азіатів - 2,6 % — чорних або афроамериканців - 0,1 % — корінних американців - 2,2 % — осіб інших рас |

До двох чи більше рас належало 2,0 %. Частка іспаномовних становила 11,2 % від усіх жителів.
За віковим діапазоном населення розподілялося таким чином: 23,8 % — особи молодші 18 років, 62,1 % — особи у віці 18—64 років, 14,1 % — особи у віці 65 років та старші. Медіана віку мешканця становила 42,1 року. На 100 осіб жіночої статі у селищі припадало 95,2 чоловіків;  на 100 жінок у віці від 18 років та старших — 91,5 чоловіків також старших 18 років.
Середній дохід на одне домашнє господарство  становив 117 339 доларів США (медіана — 100 303), а середній дохід на одну сім'ю — 132 495 доларів (медіана — 114 667). Медіана доходів становила 76 714 долари для чоловіків та 59 202 долари для жінок. За межею бідності перебувало 2,8 % осіб, у тому числі 2,2 % дітей у віці до 18 років та 4,2 % осіб у віці 65 років та старших.
Цивільне працевлаштоване населення становило 13 113 особи. Основні галузі зайнятості: освіта, охорона здоров'я та соціальна допомога — 22,5 %, науковці, спеціалісти, менеджери — 14,9 %, роздрібна торгівля — 12,1 %, фінанси, страхування та нерухомість — 11,1 %.